# باولا دان
باولا دان (بالإنجليزية: Paula Dunn) هي منافسة ألعاب القوى بريطانية، ولدت في 3 ديسمبر 1964 في برادفورد في المملكة المتحدة.

## وصلات خارجية
- باولا دان على موقع الاتحاد الدولي لألعاب القوى (الإنجليزية)
- باولا دان على موقع اللجنة الأولمبية الدولية (الإنجليزية)
- باولا دان على موقع أوليمبيديا (الإنجليزية)
- باولا دان على موقع اللجنة الأولمبية البريطانية (الإنجليزية)
- باولا دان على موقع اتحاد ألعاب الكومنولث (مؤرشف) (الإنجليزية)